# 克柳奧爾科山
21°53′3″S 66°42′17″W / 21.88417°S 66.70472°W
克柳奧爾科山（Q'illu Urqu），是玻利維亞的山峰，位於該國西南部波托西省的南利佩斯省，處於查斯卡奧爾科山西南面，屬於安第斯山脈的一部分，海拔高度4,526米。